# David Lozano Riba
David Lozano Riba (Terrassa, 21 de desembre de 1988), és un ciclista català, professional des del 2013 i actualment al Team Novo Nordisk. Com tots els seus companys d'equip, pateix de diabetis tipus 1.
Combina la carretera amb el ciclocròs i el ciclisme de muntanya.

## Palmarès en ciclocròs
- 2006
  -  Campió d'Espanya júnior de ciclocròs
- 2007
  -  Campió d'Espanya sub-23 de ciclocròs
- 2008
  -  Campió d'Espanya sub-23 de ciclocròs
- 2009
  -  Campió d'Espanya sub-23 de ciclocròs
- 2010
  -  Campió d'Espanya sub-23 de ciclocròs

## Palmarès en ciclisme de muntanya
- 2007
  -  Campió d'Espanya sub-23 en Camp a través
- 2009
  -  Campió d'Espanya sub-23 en Camp a través
- 2010
  -  Campió d'Espanya sub-23 en Camp a través

## Palmarès en ruta
- 2018
  - Vencedor d'una etapa al Tour de Ruanda